# 耶肋米亚先知 (米开朗基罗)
《耶肋米亚先知》是意大利文艺复兴大师米开朗基罗 在西斯廷小堂天花板上绘制的七位旧约先知之一，绘制于约 1510-12 年。西斯廷小堂位于梵蒂冈城的宗座宫内。
这幅湿壁画是正祭台左侧的第一幅壁画。画中的 耶肋米亚（耶利米）在痛苦的冥想中迷失，为耶路撒冷的毁灭而悲痛。但也有评论家解释为这是 米开朗基罗的自画像，艺术家为自己的罪而哀叹，或者在哀叹他想雕刻，却被儒略二世强迫作画。米开朗基罗在西斯廷天花板上度过了 4 年，期间他几次逃离罗马的工作，逃回家乡佛罗伦萨。